# بشر سليمان المقت
بشر سليمان المقت (مواليد 1965) من مجدل شمس في الجولان, سوريا هو أسير محرر من السجون الإسرائيلية. أصبح عميد الأسرى العرب بعد إطلاق سراح سمير القنطار. انضم إلى صفوف المقاومة الفلسطينية في العام 1984. شارك في العديد من عمليات المقاومة ضد الاحتلال. اعتقل يوم 11-08-1985، ثم حكم عليه بالسجن عشرة أعوام على دوره في التنظيم والإشراف على إحدى خلايا المقاومة التي كشفت قبل اعتقاله بأيام قليلة، ثم تم الحكم علية بالسجن بعد اكتشاف خلايا أخرى للمقاومة بالسجن لمدة 27 عام. تنقل بين السجون التالية: الرملة، عسقلان، بئر السبع، نفحة، شطا، التلموند. أطلق سراحه في 22 أغسطس 2012.